# Administration du Tourisme de Taïwan
L'administration du Tourisme de Taïwan (officiellement en anglais : Tourism Administration, en chinois traditionnel : 交通部觀光局), connu de 1972 à 2023 en tant que bureau du Tourisme de Taïwan, est une agence du Ministère des Transports et des Communications chargée des aspects liés au tourisme, notamment l'administration et du développement de la politique touristique nationale et internationale du territoire taïwanais.

## Histoire
Les premiers travaux gouvernementaux dédiés au développement du tourisme sur le territoire de la république de Chine remontent à 1956.
Le premier organisme dédié au secteur touristique, le comité du Tourisme (officiellement en anglais : Committee of Tourism) est créé quelques années plus tard avec l'approbation du Yuan exécutif en septembre 1960, au sein du Ministère des Transports et des Communications,. Il est réorganisé en octobre 1966 en tant que conseil du Tourisme (en anglais : Tourism Council).
Le 24 juin 1971, le conseil du Tourisme et l'administration du Tourisme de la province de Taïwan fusionnent ; la création du bureau du Tourisme (en anglais : Tourism Bureau, en chinois traditionnel : 交通部觀光局) est actée le 29 décembre 1972, toujours en tant qu'organe du ministère des Transports et des Communications.
Le 15 septembre 2023, l'organisme voit son statut surclassé, le bureau du Tourisme devenant l'administration du Tourisme (en anglais : Tourism Administration), toujours sous la supervision du même ministère,.

## Identité

### Identité visuelle
En juin 2001, le bureau du Tourisme instaure une marque promotionnelle annexe à son sceau officiel, accompagnée du slogan « Taiwan, Touch your heart ».
Une deuxième version de la marque promotionnelle est adoptée en 2011, avec le slogan « Taiwan - The heart of Asia ».
En 2024, une nouvelle marque promotionnelle est adoptée, avec le slogan « Taiwan - Waves of Wonder ».

Évolution du logo
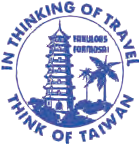
Sceau instauré en 1971[2].
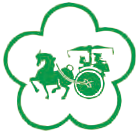
Sceau instauré en 1980[2].
Sceau instauré en 2006[2].
Sceau instauré en 2018.

Évolution de la marque promotionnelle
Marque promotionnelle instaurée en 2001[2].
Marque promotionnelle instaurée en 2011[2].

### Slogan
Un nouveau slogan est adopté par l'organisme en marge de chaque changement d'identité.
- Slogan instauré en 1971 : « When you think of travel, Think Taiwan ».
- Slogan instauré en 1980 : « Like Confucius, Aspire to travel ».
- Slogan instauré en 2006 : « Taiwan, Touch your heart ».
- Slogan instauré en 2011 : « Taiwan - The Heart of Asia ».
- Slogan instauré en 2024 : « Taiwan - Waves of Wonder ».

## Structure
L'organisation de l'organisme est divisée en différentes unités administratives ; plusieurs bureaux sont également implantés à l'étranger, :

### Divisions administratives

#### Divisions
- Planning and Research Division
- Travel and Training Division
- Technical Division
- International Affairs Division
- Domestic Travel Division
- Hotel and Lodging Division

#### Bureaux
- Secretariat
- Personnel Department
- Anti-Corruption Department
- Accounting Department
- Public Relations Department
- Information Management Department

#### Centres de service nationaux
- Taiwan Taoyuan International Airport Tourist Service Center
- Kaohsiung International Airport Visitor Information Center
- Taipei Travel Service Center (antennes de Taipei, Taichung, Tainan, Kaohsiung)
- National Scenic Area Administrations

### Bureaux à l'étranger
L'organisme possède des antennes à Tokyo, Osaka, Seoul, Singapour, Kuala Lumpur, New York, San Francisco, Los Angeles, Francfort, Hong Kong, Pékin, Shanghai, Bangkok, Hô Chi Minh-Ville, Londres.
La première d'entre elles, à San Francisco, est ouverte le 24 avril 1970. Le 4 mai 2010, une première antenne sur le sol de la Chine continentale est établie, à Pékin.